# Ivo Lukačovič
Ivo Lukačovič (* 7. února 1974, Praha) je zakladatel a hlavní vizionář firmy Seznam.cz, a. s., a také její 100% vlastník. Ze zpravodajských webů vlastní seznamzpravy.cz a novinky.cz. Podle české mutace časopisu Forbes byl v roce 2022 dvanáctým nejbohatším Čechem s majetkem ve výši 30,3 miliard korun.

## Biografie
Narodil se a žije v Praze. Vystudoval Smíchovskou střední průmyslovou školu a gymnázium. Studoval na ČVUT, ale studium ukončil po 7 letech ve 4. ročníku. Během studií potkal také Pavla Zimu, který později působil v nově založené firmě jako technický a od srpna 2006 výkonný ředitel. V roce 1995 začal v jazyce Perl psát vlastní katalog internetových stránek a v roce 1996 jej spustil na adrese Seznam.cz. V roce 1998 byl jedním z iniciátorů akce Internet proti monopolu. Od roku 2000 je předsedou představenstva společnosti Seznam.cz, a. s. Jako fyzická osoba nevlastnil dlouho žádnou nemovitou věc, od roku 2007 nakoupil dva domy, několik bytů na Smíchově a pozemky u sportovního letiště Točná.
V průběhu roku 2008 se objevila řada spekulací o plánech na prodej Seznamu, ale Lukačovič tvrdil, že firmu prodat nechce, naopak v roce 2016 získal opět kontrolu nad 100 % akcií společnosti. V roce 2011 převedl svůj podíl v Seznamu do daňového ráje na Kypru. V roce 2011 založil start-up „Citationtech“, který z leteckých snímků vytváří 3D mapy, a v roce 2014 naprogramoval projekt „Windyty“ (dnes Windy), globální server pro vizualizaci situace a předpovědi počasí. V roce 2022 chtěl údajně Microsoft společnost Windy koupit, ale Ivo Lukačovič odmítl.
V průběhu let 2010 až 2015 zrekonstruoval historický letoun Lockheed Electra 10A, který patřil J. A. Baťovi, a v roce 2015 pak spolu se svým bratrem s letounem přeletěl z kanadského Toronta, kde letadlo zůstalo od konce války, přes severní Atlantik na letiště Točná. Letadlo by mělo být součástí soukromé sbírky letiště Točná. Zajímá se o projekt OpenStreetMap.
S partnerkou Markétou má syna Ondřeje. 

## Názory
V roce 2019 prohlásil, že majitele společnosti PPF Petra Kellnera zná dobře několik let a je to „nesmírně inteligentní a slušný člověk. Vyznává hodnoty svobody a demokracie. Představa, že se zábavní TV Nova, která podléhá RRTV, zvrhne na nějaký politický nástroj, je totálně nesmyslná.“
V dubnu 2020 v rozhovoru s Milošem Čermákem pro Seznam Zprávy uvedl, že „Číňani jsou velice chytří lidé. Jako národ. Poprvé mi to došlo, když jako vůbec první uzemnili Boeingy 737 MAX poté, co dva z nich měly nehodu kvůli stejné závadě.“
Dne 4. dubna 2022, 39 dní po začátku ruské invaze na Ukrajinu a jako reakce na masakr v Buči, zveřejnil na Twitteru, že pošle 100 milionů českých korun ze svého majetku na účet ukrajinské ambasády na nákup zbraní pro ukrajinskou armádu.
Dne 15. října 2023 vyjádřil na Twitteru podporu Izraeli v izraelsko-palestinském konfliktu. 

## Záliby
Rád cestuje, zejména do exotických krajin. Ze sportů se věnuje nejčastěji jízdě na kole, či výletům do přírody, kde přespává „pod širákem“. Rád čte, od braku až po vážnou literaturu. Kromě toho vlastní také pilotní průkaz na sportovní letadla, trysková letadla a vrtulníky. Od roku 2005 do začátku roku 2010 psal blog, zejména o počítačích, létání a fotografovaní; později jej zrušil.